# Жеребин, Борис Николаевич
Бори́с Никола́евич Жере́бин (1907—2005) — советский учёный и организатор производства, металлург. Герой Социалистического Труда. Лауреат Сталинской премии.

## Биография
Родился 10 мая 1907 года в Узяне (ныне Белорецкий район, Башкортостан). В детстве много переезжал: Белорецк, Барнаул, Абаза, Бисерть, Нижний Уфалей. В нижнем Уфалее впервые поступил на работу техником-нормировщиком завода. Студент Сибирского индустриального (технологического) института в Томске в 1927—1932. Присутствовал при запуске первой домны КМК имени И. В. Сталина.
В 1937 году арестован, но вскоре освобождён.
В 1953—1965 являлся директором КМК имени И. В. Сталина.
В 1965—1969 являлся консультантом по эксплуатации и строительству Бхилайского металлургического завода (Индия).
В 1968—1972 годах — заведующий кафедрой металлургии чугуна Сибирского металлургического института.
В 1972—1990 годах — профессор кафедры руднотермических процессов МИСиС. Доктор технических наук (1967).
Депутат Верховного Совета РСФСР V—VI созывов, депутат Кемеровского областного Совета депутатов трудящихся VI созыва. Член ВКП(б) с 1944 года. Делегат XXII съезда КПСС, членом Кемеровского обкома КПСС (1957—1963).
В 2001 году присутствовал при юбилейной плавке на Кузнецком металлургическом комбинате (70 лет).
Автор труда «История Кузнецкого металлургического комбината имени В. И. Ленина».
Умер 7 мая 2005 года. Похоронен в Москве на Троекуровском кладбище.

## Награды и звания
- Герой Социалистического Труда
- два ордена Ленина (1952; 1958)
- орден Отечественной войны I степени (1985)
- два ордена Трудового Красного Знамени (1945; 1951)
- орден Красной Звезды (1943)
- медали
- Сталинская премия второй степени (1949) — за разработку и внедрение скоростного метода реконструкции доменных печей
- заслуженный деятель науки и техники РСФСР
- Почётные грамоты Верховного Совета РСФСР.
- Почётный член Томского политехнического университета.
- Почётный гражданин Кемеровской области

## Избранная библиография
- Жеребин Б. Н., Казарновский Г. Е., Крепышев Н. В., Минкин В. М. Работа доменных печей Кузненкого комбината при повышенном давлении // Сталь. — 1955. — № 12. — С. 1063—1073.
- Жеребин Б. Н., Минкин В. М., Никулинский И. Д. [и др.] Влияние некоторых факторов на величину окислительной зоны // Сталь. — 1956. — № 5. — С. 391—396.
- Жеребин Б. Н. Кузнецкий комбинат в шестой пятилетке // Сталь. — 1956. — № 5. — С. 389—390.
- Жеребин Б. Н., Гурьянов В. Г. Опыт полной автоматизации взвешивания шихты в доменных цехах // Сталь. — 1956. — № 5. — С. 396—402.
- Жеребин Б. Н. Сибирскому гиганту 30 лет [О Кузнецком металлургич. комбинате] // Металлург. — 1962. — № 4. — С. 1-3.
- Жеребин Б. Н. К тридцатилетию Кузнецкого металлургического комбината // Сталь. — 1962. — № 4. — С. 289—292.
- Жеребин Б. Н., Кудояров М. С., Слинченко Е. В., Полянский Д. С. Работа доменной печи объёмом 1719 м3 [С примеч. ред.] // Сталь. — 1962. — № 3. — С. 210—215.
- Жеребин Б. Н., Ашпин Б. И., Слепцов Ж. Е. и др. Работа доменной печи объёмом 2000 м3 на материалах, рассортированных на классы по крупности // Сталь. — 1972. — № 1. — С. 19—27.
- Жеребин Б. Н., Волков В. В., Ходак Л. З. и др. Анализ доменного процесса при плавке лисаковского железорудного сырья: Сообщ. 1 // Изв. вузов. Чёрная металлургия. — 1974. — № 11. — С. 19—23.
- Жеребин Б. Н., Мишин П. П., Пареньков А. Е. и др. Совершенствование технологии доменной плавки в условиях Карагандинского металлургического комбината // Сталь. — 1974. — № 12. — С. 1068—1073.
- Жеребин Б. Н., Пареньков А. Е., Волков В. В. и др. Металлургическая переработка руд Лисаковского месторождения // Изв. АН СССР. Металлы. — 1975. — № 3. — С. 3—8.
- Жеребин Б. Н. Неполадки и аварии в работе доменных печей. — Новокузнецк, 2001.